# Ondàmetre

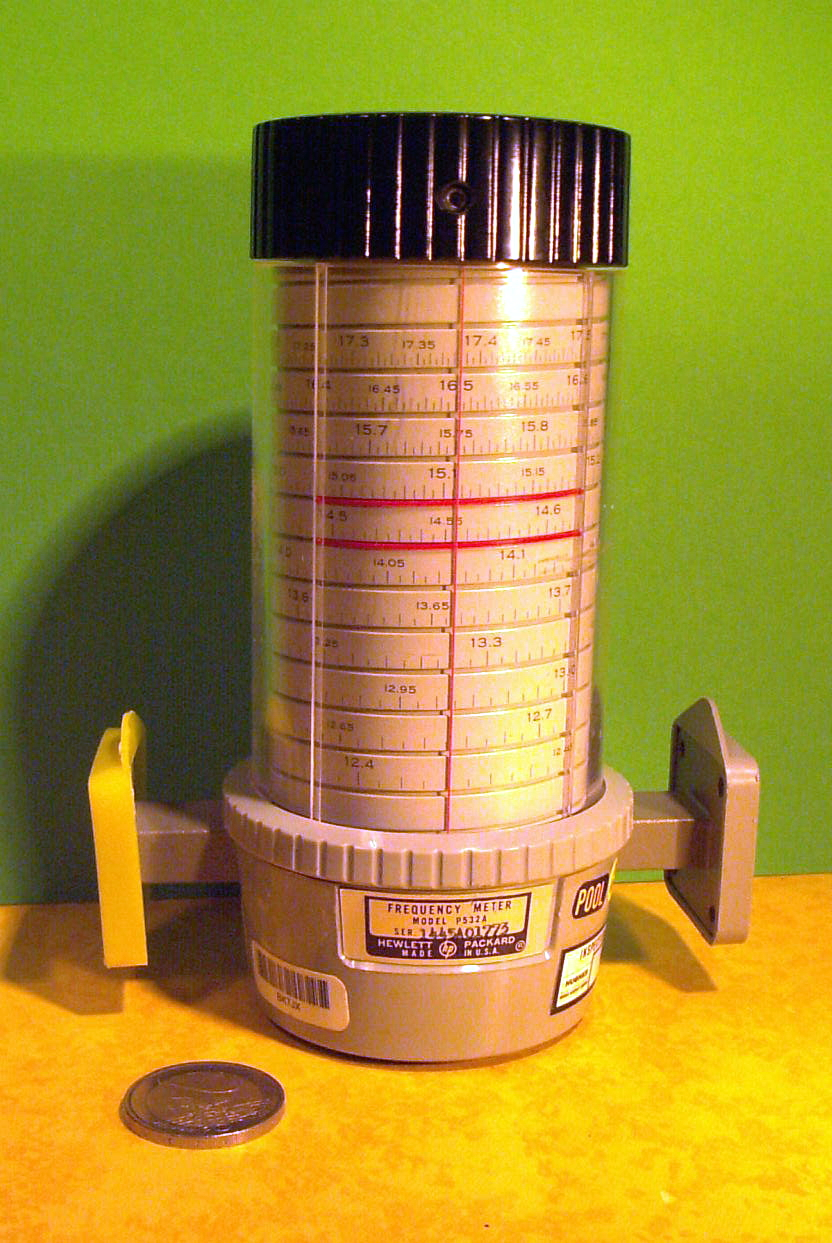
Ondámetre de banda Ku.

Un ondàmetre és un instrument per mesurar la freqüència de senyals de microones. Consisteix en una cavitat ressonant sintonitzable acoblada a una línia de transmissió o una guia d'ona.
Per realitzar una mesura es disposa l'ondàmetre en sèrie amb un detector i es varia la sintonia de la cavitat fins a arribar a la seva freqüència de ressonància. En aquestes condicions es comporta com un curtcircuit, reflectint tota la potència, de manera que a la sortida del detector no hi haurà tensió. Se sol incloure algun tipus d'aïllador per a la seva protecció, ja que es reflecteix la potència cap al generador.
L'alt factor de qualitat (Q) d'aquestes cavitats dificulta localitzar la ressonància, de manera que se sol incloure un element dissipatiu que el disminueixi. Tot i així l'ondàmetre permet una mesura molt precisa (millor que tres dígits) de la freqüència.
A causa de la faramalla que necessita i al desenvolupament dels PLL, oscil·ladors sintonitzats, divisors digitals, etc. i la seva inclusió en els equips de mesura de microones, l'ondàmetre ha caigut en desús, conservant el seu valor per a utilitzar en pràctiques de laboratori i introducció a les microones, degut a la seva simplicitat conceptual i el seu valor didàctic.

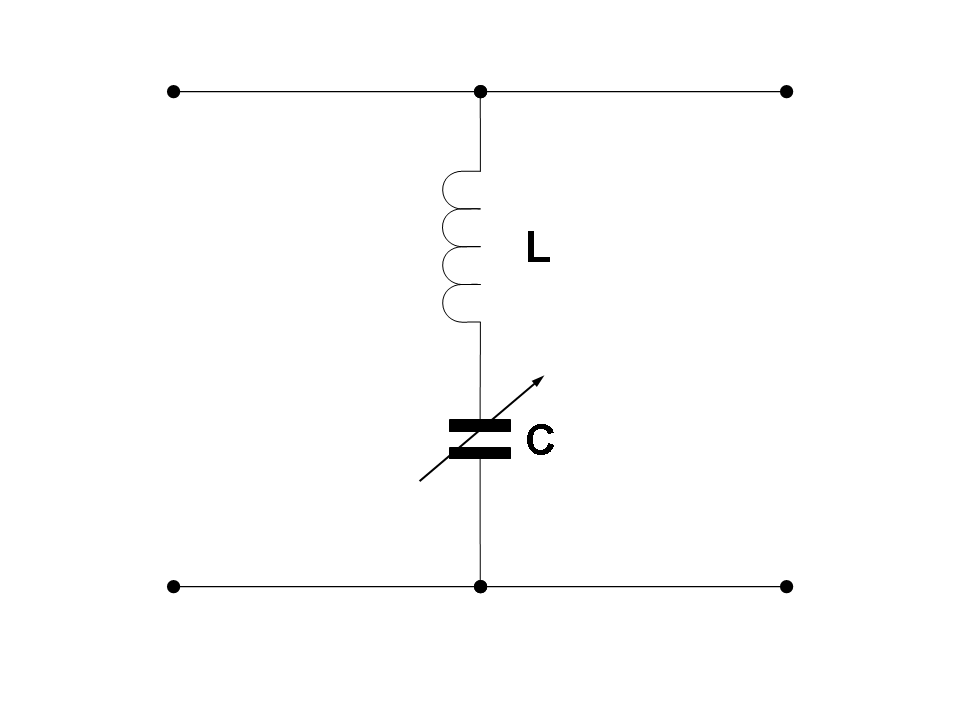
Equivalent circuital de l'ondàmetre